# هارفي بي دن
هارفي بي دن (بالإنجليزية: Harvey B. Dunn)‏ مواليد 19 أغسطس 1894 في ينكتون، داكوتا الجنوبية، الولايات المتحدة - الوفاة 21 فبراير 1968 في هوليوود، كاليفورنيا، الولايات المتحدة، هو ممثل أمريكي.

## الأعمال
- سابرينا
- عروس الوحش
- ضخم
- سيدتي الجميلة

## روابط خارجية
- هارفي بي دن على موقع IMDb (الإنجليزية)
- هارفي بي دن على موقع قاعدة بيانات الفيلم (الإنجليزية)